# Karolina-Kolonia
Karolina-Kolonia (prononciation : [karɔˈlina kɔˈlɔɲa]) est un village polonais de la gmina de Mińsk Mazowiecki dans le powiat de Mińsk de la voïvodie de Mazovie dans le centre-est de la Pologne.
Le village compte approximativement une population de 955 habitants en 2007 incluant la population de Karolina.

## Histoire
De 1975 à 1998, le village appartenait administrativement à la voïvodie de Siedlce.